# Тайшань
Тайшань (кит. 泰山, пиньинь Tài shān, буквально гора восхода, то есть Восточная гора) — гора в китайской провинции Шаньдун высотой 1545 м.
Гора Тайшань обладает большой культурной и исторической значимостью и входит в число пяти священных гор даосизма. Традиционно гора считалась местом обитания даосских святых и бессмертных. Дух горы Тайшань, по преданию, — один из правителей царства мёртвых. Гора находится в окрестностях города Тайань. Самый высокий пик высотой 1545 м называется Пиком Нефритового Императора. В Китае гора Тайшань ассоциируется с восходом солнца, рождением, обновлением. Храм на вершине горы — цель многочисленных паломников на протяжении 3000 лет. Сейчас на гору можно подняться на подъёмнике.
4 февраля 2019 года в честь горы Тайшань Международный астрономический союз присвоил центральному пику кратера Фон Карман название Mons Tai.

## Местоположение
Гора Тайшань находится к северу от Тайань и к югу от столицы провинции, города Цзинань. У подножья горы высота 150 м над уровнем моря. Основание горы занимает площадь 426 км².

## История

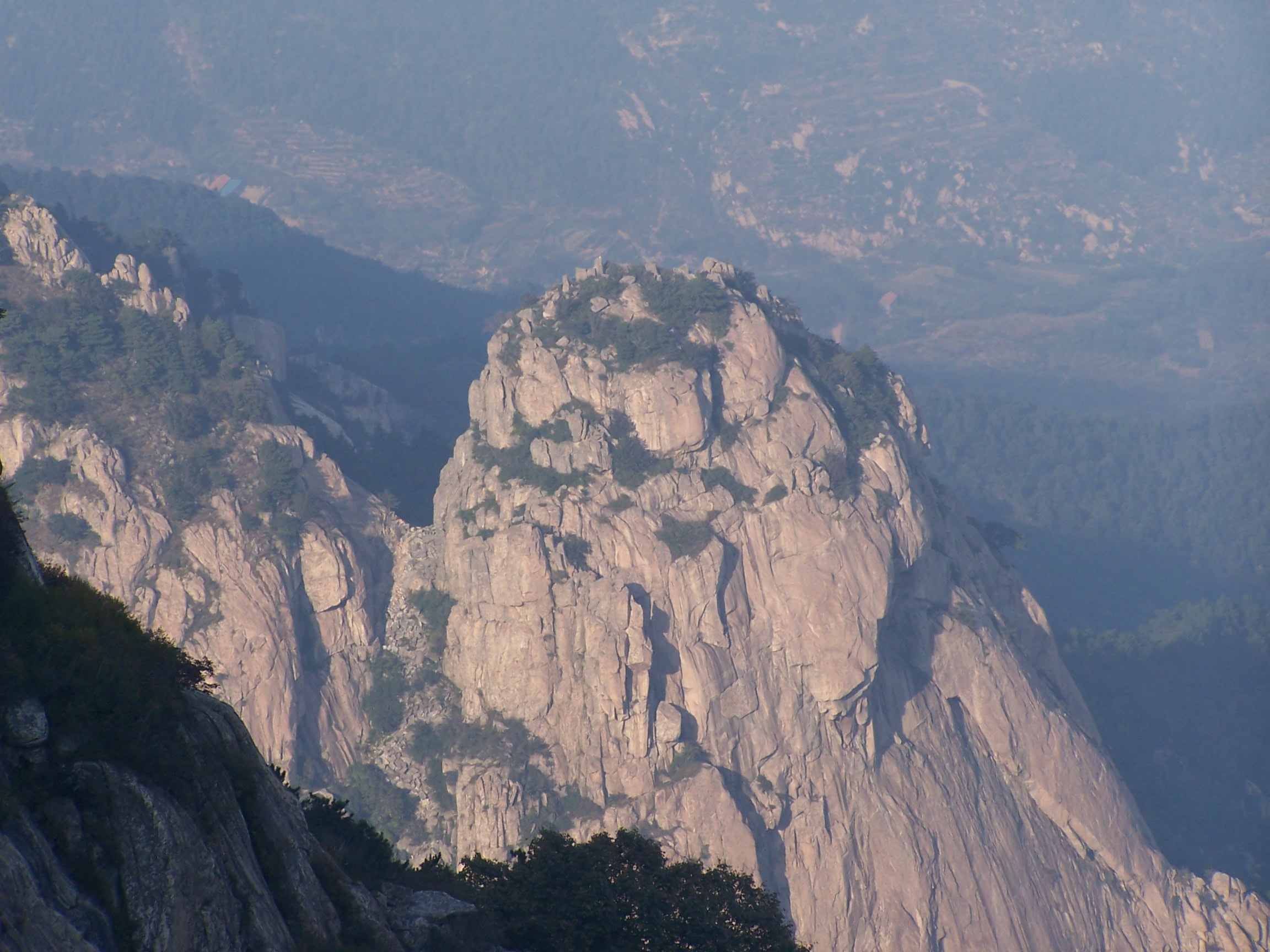
Гора Тайшань

Следы пребывания человека имеются ещё с эпохи палеолита. В этих местах археологами зафиксированы поселения периода неолита. В то время в окрестностях горы развивались две культуры — сначала Бэйсинь (4700-3400 годы до н. э.) и Давэнькоу (3700—3100 до н. э.), затем Луншань (2100—1600 до н. э.). Во время эпохи Чжоу периода Вёсен и Осеней (771—453) по горе проходила граница царства Ци на севере и царства Лу на юге. В последующий период Сражающихся царств (453—221) царство Ци воздвигло стену длиной 500 км для защиты от нападений, руины этой стены сохранились и по сей день.
Гора Тайшань закрепилась в китайской культуре как символ стабильности. Это отразилось в чэнъюе «непоколебимый как гора Тайшань» (кит. упр. 稳如泰山, пиньинь wěn rú tài shān, палл. вэнь жу тай шань), нередко использовавшемся Мао Цзэдуном.
Тайшань была местом священнодействия с незапамятных времён, по меньшей мере со времён периода Шан. В какое-то время церемония на горе Тайшань приобрела официальный статус; гора стала главным местом, где император обращался к Небу и Земле (церемония фэншань 封禪). Во время церемонии фэн (封), проводившейся на вершине горы, император благодарил Небо за вручённый ему мандат власти. Во время же церемонии шань (禪), проходившей у подножия, император благодарил Землю за ниспосланный урожай. В 219 до н. э. император Цинь Шихуан, провёл церемонию на вершине горы Тайшань и провозгласил объединение всей Империи. После него многие китайские Императоры совершали торжественные церемонии на вершине горы по случаю каких-либо особо важных событий.
Ханьский император У-ди многократно поднимался на гору Тайшань и проводил регулярные жертвоприношения. Он построил для этого дворцы и башни на самой горе и у её подножия.
С 1987 гора Тайшань причислена ко Всемирному Наследию ЮНЕСКО. В 2003 гору посетило 6 миллионов паломников и туристов. По новому проекту с 2005 культовые сооружения восстановлены, а современные строения, вредящие ландшафту, удалены.

## Природа

### Геология

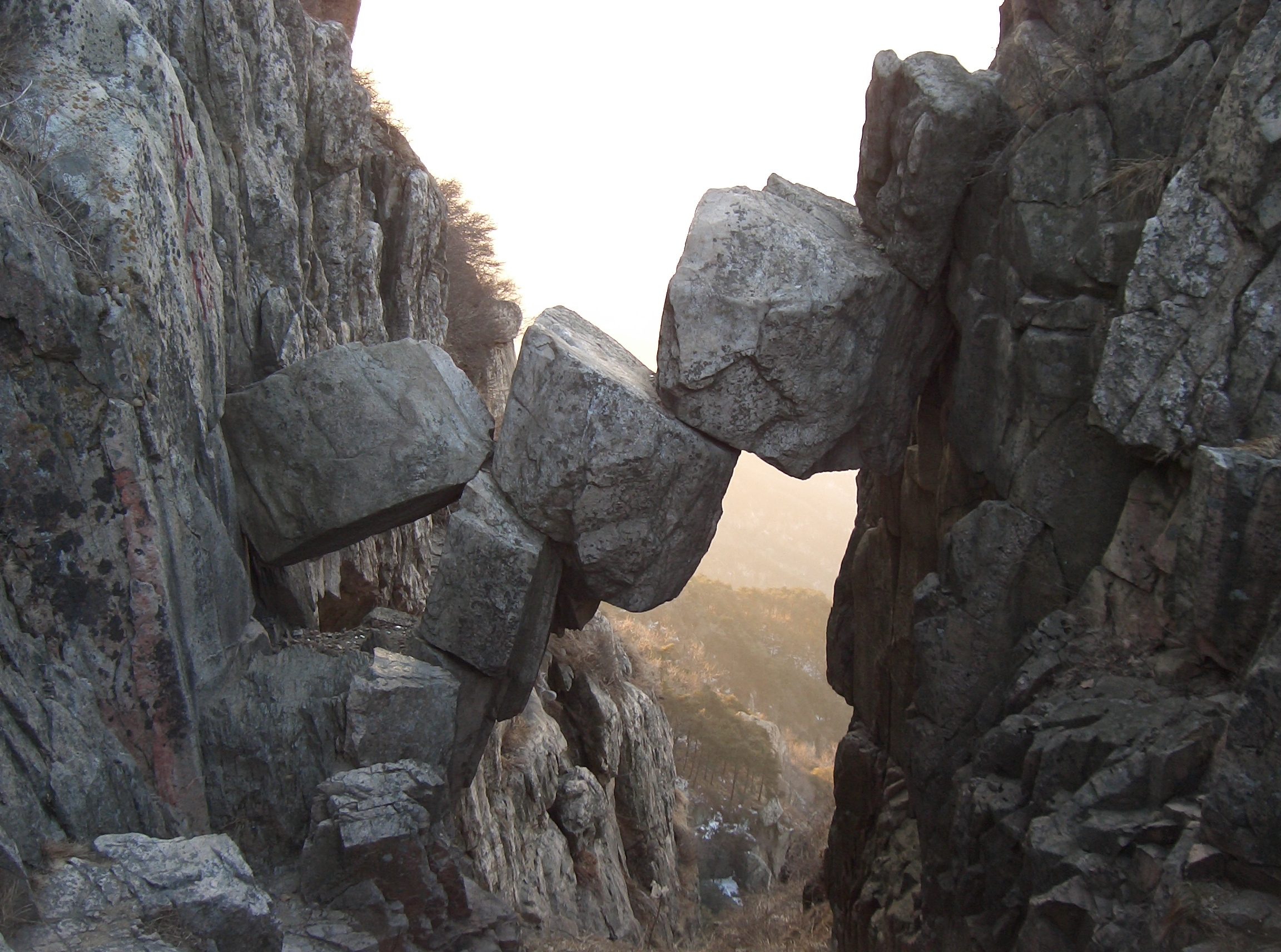
«Мост бессмертных» — природный ландшафт

Гора Тайшань представляет собой наклонённый сбросовый массив, высота которого увеличивается с севера на юг. Это древнейший образец палео-метаморфического образования кембрийского периода на востоке Китая. Тайшаньский комплекс сложен намагниченными, метаморфическими и осадочными породами с вкраплениями пород другого происхождения, относящимися к архею. Подъём рельефа в этом регионе начался в протерозое, к концу протерозойской эры нынешние окрестности Тайшаня стали частью материка.
Помимо Пика Нефритового Императора интерес представляют и другие образования, такие как Пик Небесной Свечи, Утёс Веера, Котловина Задней Горы или Мост Бессмертных.

### Флора
80% горной системы покрыто лиственными лесами, которые охраняются государством. Флора горы очень богатая, насчитывается более 1000 видов растений. Некоторые деревья известны с давних времён и имеют большое культурное значение. В частности, кипарис династии Хань, посаженный императором У-ди, дерево танских учёных (которому более 1300 лет), Сосна, приветствующая гостей (500 лет) и Сосна пятого ранга, названная так императором Цинь Шихуаном, пересаженная 250 лет назад.

## Культурные памятники

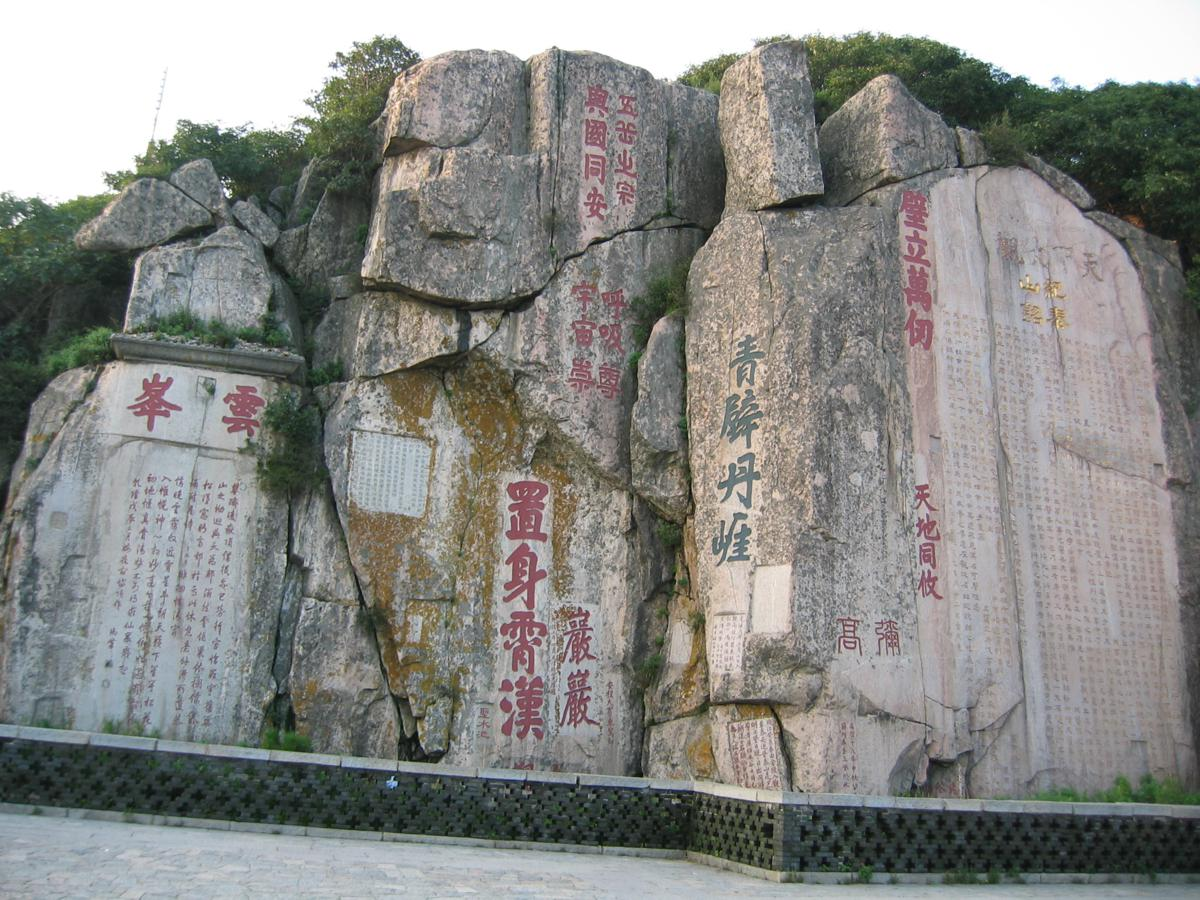
Надписи на скалах

На территории горы имеется 22 храма, 97 развалин, 819 каменных плит, 1018 рисунков и надписей на скалах. На горе выдолблено и построено 7200 ступеней до самой вершины, имеется 11 ворот, 14 галерей, 14 киосков и 4 павильона.
Храм Божества Горы Тай (Dai Miao) — самый большой и древний комплекс на горе, он занимает площадь 96 тыс. м². Храм построен во время династии Цинь. Со времени правления династии Хань (206 до н. э. — 220 н. э.) храм стал повторять архитектуру императорского дворца и Храма Конфуция в Цюйфу). В храме — пять главных залов и много дополнительных помещений. В центре находится Дворец Небесного Благословения (Tian Zhu), построенный в 1008 году, во времена Северной Сун. Во Дворце сохранилась настенная роспись «Путешествие божества горы Тай», относящаяся к 1009. Роспись покрывает восточную, северную и западную стены зала и имеет 3,3 м в высоту и 62 в длину. Сюжет изображения — инспекция Поднебесной божеством горы. Храм окружён кипарисами, посаженными ещё во времена династии Хань, около 2100 лет назад.
Важными храмами являются также Храм Голубого Облака, посвящённый Богине горы Лаому, и Храм Священной Скалы, в котором имеется Зал Тысячи Будд.

## Инфраструктура

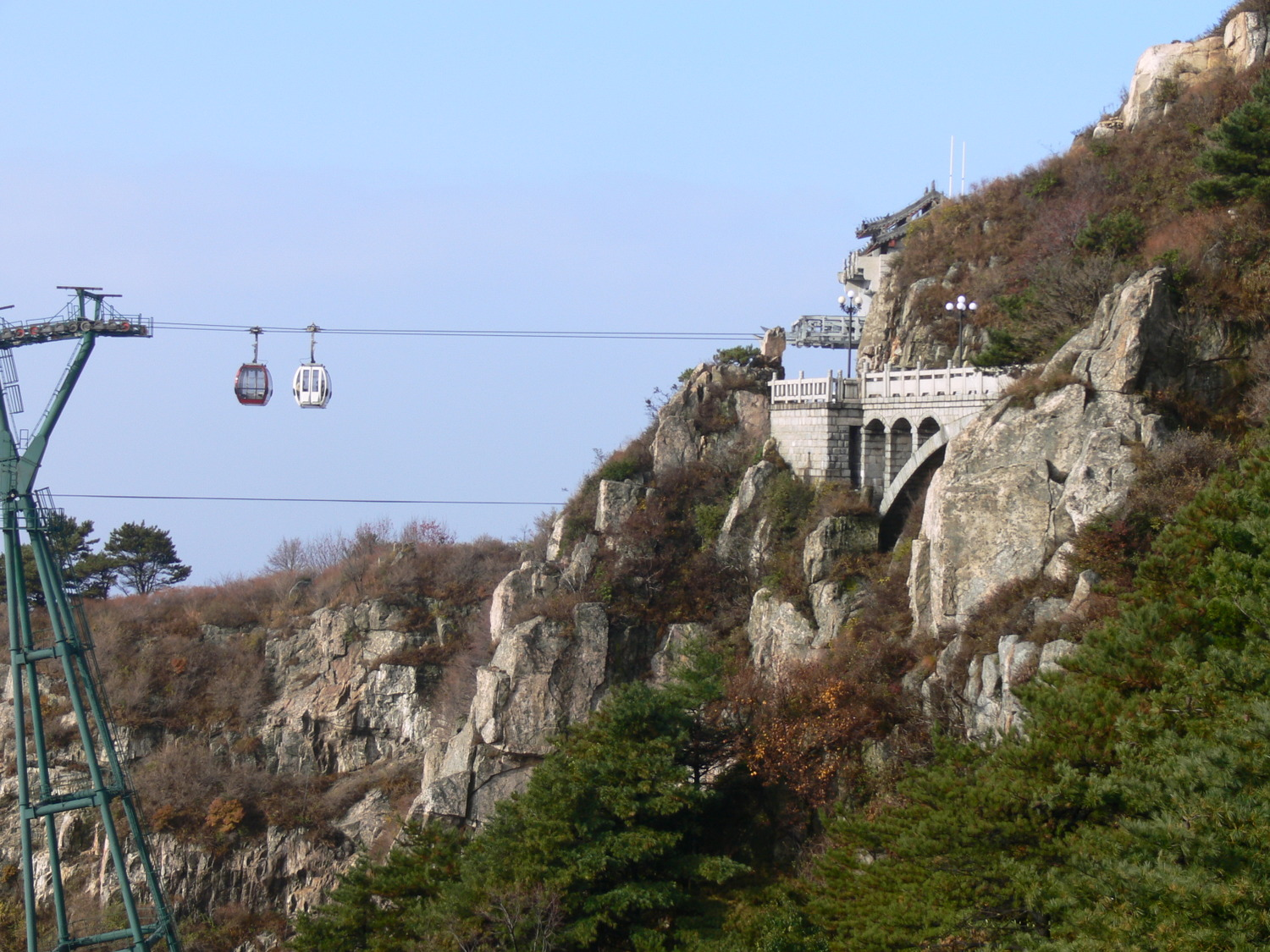
Канатная дорога на гору Тайшань

Посетители могут добраться до горы на автобусе, от остановки Средние Ворота Неба на подъёмнике можно подняться до самой вершины. Для подъёма пешком до вершины требуются два часа. Вдоль всей дороги стоят торговые лотки, также можно нанять носильщиков.
Подъём начинается от Арки Тайшань. На пути из 7200 каменных ступеней паломник проходит сначала башню Десяти Тысяч Бессмертных (Wanxianlou), идёт по гребню Архатов (Luohanya), и приходит ко дворцу божества Доуму (Doumugong).
Полный подъём с самого подножия горы от города, однако, занимает семь часов.
К северо-востоку от Дворца Доуму находится Долины Скалы Сутры, где знаками размером 50 см вырезана на скале Алмазная Сутра, предположительно во время династии Северная Вэй.
Согласно древнему суеверию, можно «обрести Небеса», если броситься вниз с вершины горы Тайшань. Поэтому регулярно находилось немало паломников-самоубийц, стремившихся сброситься вниз с вершины горы. Сейчас приняты меры по ограждению территории на вершине от возможностей такого поступка.